# Sabicea hirta
Sabicea hirta är en måreväxtart som beskrevs av Olof Swartz. Sabicea hirta ingår i släktet Sabicea och familjen måreväxter.
Artens utbredningsområde är Jamaica. Inga underarter finns listade i Catalogue of Life.